# オカノアキラ
オカノ アキラ（岡野 晶、おかの あきら、1966年12月30日 - ）は、関西を中心に活動するローカルライター・音楽家・ラジオパーソナリティである。
2003年以降は毎日放送のマスコットキャラクターのらいよんチャンの声の担当としても知られる。
兵庫県尼崎市出身。血液型はA型。既婚。

## 略歴
関西を中心とした音楽系フリーペーパー・ジャングルライフにコラムの連載を開始。ライターとしてデビュー。「ヴェルメゾン華族」「江戸サリバンショー（エド・サリヴァン・ショーのもじり）」など、人を食ったようなセンスのタイトルのコラム群は、その独特の理屈っぽい文章とあざといまでにウケを取りに行こうとする姿勢のため、読者から賛否両論の声を呼ぶ。
幼い頃から音楽家を志向し、自身をリーダーとした『絶対に解散しないバンド』・オカノフリークを中学時から結成、同名義で関西のライブハウスにて数々の音楽公演を行なう。後日、1999年にバンド・チャンキー松本『33』（由来は結成当時の彼らの年齢）を結成するも、『33』としての活動は2004年に休止。
小泉今日子のアルバム「KYO→」に楽曲「夢の底」を提供。